# Donald Joseph Bolen
Donald Joseph Bolen (Gravelbour, 7 de fevereiro de 1961) - padre católico canadense, arcebispo metropolitano de Regina desde 2016.
Foi ordenado sacerdote em 12 de outubro de 1991 e incardinado na Arquidiocese de Regina. Durante vários anos trabalhou como pároco. Nos anos 2000-2007 foi funcionário do Pontifício Conselho para a Promoção da Unidade dos Cristãos. Em 2007 voltou ao Canadá e foi nomeado vigário geral da arquidiocese.
Em 21 de dezembro de 2009, o Papa Bento XVI o nomeou Ordinário da diocese de Saskatoon. Foi ordenado bispo em 25 de março de 2010 pelo Arcebispo de Regina - Daniel Bohan.
Em 11 de julho de 2016, o Papa Francisco o nomeou Arcebispo Metropolitano de Regina.